# لورا أنتونيو
لورا أنتونيو (بالإنجليزية: Laura Antoniou)‏ (1963)؛ روائية أمريكية.